# Triftwasser
Das Triftwasser ist ein rund 10 Kilometer langer, südöstlicher und linker Nebenfluss des Gadmerwassers im Oberhasli im Schweizer Kanton Bern.

## Geographie

### Verlauf

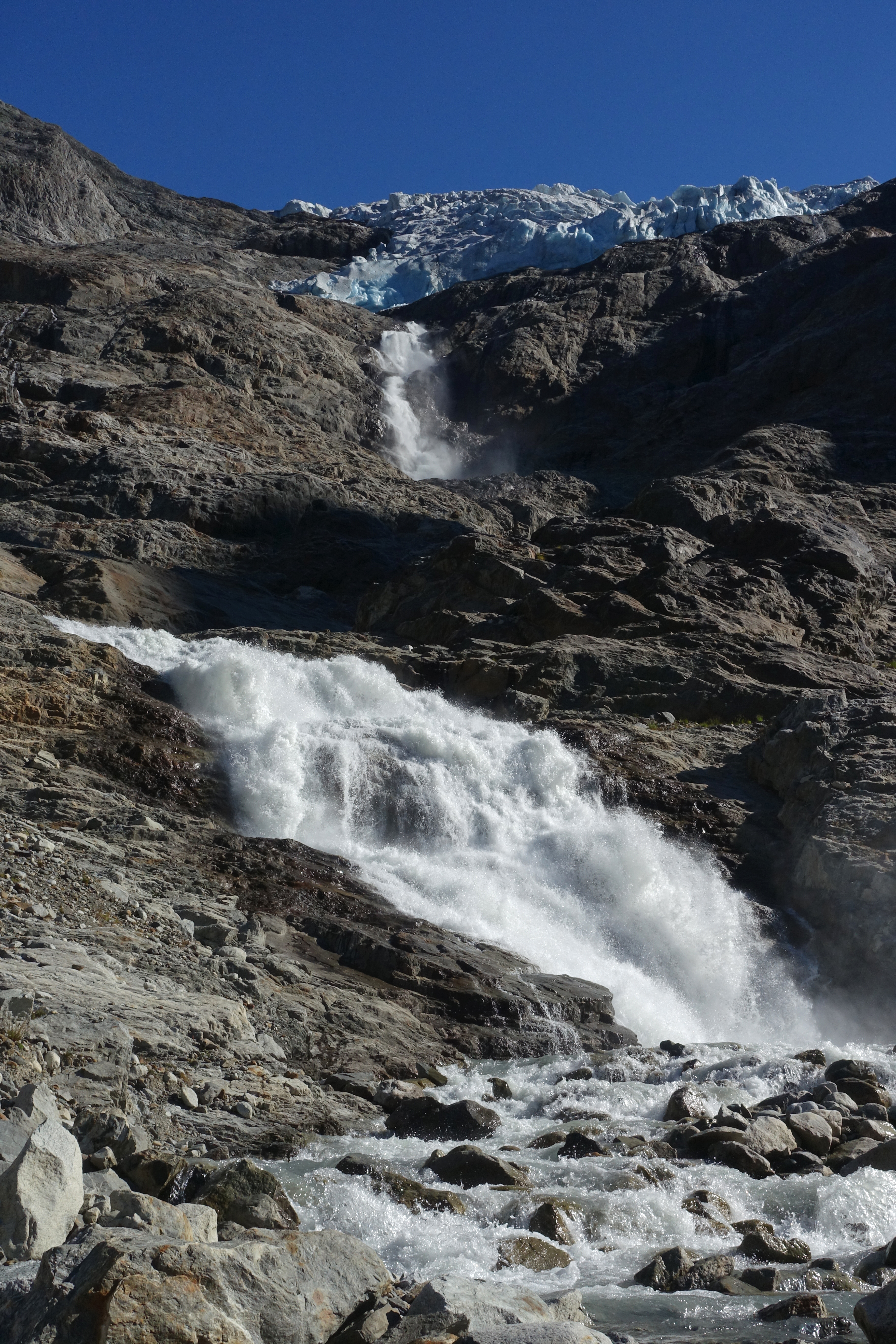
Das Triftwasser stürzt in Wasserfällen und vielen Kaskaden von der Gletscherzunge über die Felsstufe zum natürlichen Triftsee hinunter.

Der Wildbach entspringt unterhalb des Triftgletschers an der Westseite des Winterbergmassivs in den Urner Alpen. Der Gletscherbach stürzt in einem rund 150 m hohen Wasserfall über eine Felsstufe und in vielen Kaskaden hinunter zu einer grossen, flachen Schwemmebene, wo er sich in viele Bacharme verzweigt. Der Wasserfall ist erst in jüngster Zeit wegen des starken Abschmelzens der Gletscherzunge entstanden. Am Südufer des im jungen Gletschervorfeld entstandenen natürlichen Triftsees auf 1652 m schüttet das Triftwasser ein Delta auf, das durch die intensive Ablagerung von Feinmaterial seit 2012 um jährlich rund 10 m angewachsen ist. Am nördlichen Ausgang des Triftsees durchbricht das Triftwasser den Felsriegel zwischen Windegg und Drosiegg in einer engen, 100 m tiefen Schlucht. An dieser Stelle ist seit 2018 der Bau eines Wasserkraftwerks geplant.
Kurz nach der Schlucht durchfliesst das Triftwasser im flachen Talabschnitt In Lammen eine weitere kleine Schwemmebene, bevor der Gletscherbach in einer unzugänglichen, fast einen Kilometer langen, über 100 m tiefen und engen Schlucht, der Graaggilamm, verschwindet, welche Gletschereis und Wasser in den letzten Eiszeiten in den Gneis gruben. Noch um 1900 bedeckte die Zunge des Triftgletschers diesen Teil des Tales. An einigen Stellen ist die Graaggilamm-Schlucht so eng und hat überhängende Felsflanken, dass von einer Klamm gesprochen werden kann. 
Unterhalb der Schlucht erreicht das Triftwasser im mittleren Talabschnitt das Gebiet der traditionell von Meiringen aus bestossenen Triftalp mit dem Weidegebiet Schattige Trift auf der linken und der Sunnigen Trift auf der rechten Seite. Das Trifttal mit der durch Rodung im Bergwald geschaffenen Alpfläche und den hoch gelegenen Schafweiden ist ein seit Jahrhunderten begangenes alpines Weidegebiet. Die Nutzung der Triftalp ist in Lehenbriefen seit dem frühen 14. Jahrhundert erwähnt. Von Südwesten fliesst der Tobigerbach vom Mährenhorn am Rand der Alpweiden als einer der grössten Zuflüsse zum Triftwasser herunter. Er entspringt dem Tobigergletscher, einem kleinen Hanggletscher, der im Eiszeitalter ein Zustrom des Triftgletschers war. 
Im Bereich der Alp wird der Fluss etwa 2400 Meter nach dem Seeabfluss in einem kleinen Staubecken gefasst und seit 1955 zur Herstellung von elektrischem Strom genutzt. In das auf 1328 m liegende Becken Underi Trift mündet durch einen Stollen auch die Ableitung aus dem Steinwasser, und von der Trift aus erreicht das Wasser das Kraftwerk Innertkirchen und seit 1967 auch das Kraftwerk Hopflauenen östlich von Innertkirchen. Der Betreiber des Kraftwerksystems ist das in der Region ansässige Unternehmen Kraftwerke Oberhasli (KWO). Unterhalb der Wasserfassung führt der Wildbach nur noch eine geringe Restwassermenge, die ausschliesslich von seitlich zufliessenden Bächen, vorwiegend vom Tobigerbach, kommt. Da diese Seitenbäche zeitweise trockenfallen können, ist in der fast 2 km langen, imposanten Schlucht unterhalb der Fassung nur wenig Wasser vorhanden.
Am Ausgang der unzugänglichen Schlucht, die Triftlamm heisst, erreicht das Triftwasser bei den Siedlungen Bidmi und Schwendeli, wo die Talstation der Triftbahn steht, das Kulturland im Gamdertal. Auf dem letzten Abschnitt von etwas mehr als einem Kilometer Länge fliesst es gegen Westen in einem etwas offeneren Tal mit Weidegebiet und einigen Bauernhöfen. Südlich von Zwischenstägen mündet das Triftwasser  auf 925 m in das Gadmerwasser, das nach rund sieben Kilometern bei Innertkirchen die Aare erreicht.

### Einzugsgebiet
Das 45,96 km² grosse, etwa zur Hälfte vergletscherte Einzugsgebiet des Triftwassers wird durch die über 3000 m hohen Gipfel von Giglistock im Norden über Tieralplistock im Süden und Gwächtenhorn im Westen begrenzt. Die Wasserscheide zum angrenzenden Rhonegletscher, welcher ins Mittelmeer entwässert, verläuft vom Tieralplistock über die Untere und Obere Triftlimmi zum Wysse Nollen. Das Triftwasser entwässert über das Gadmerwasser, die Aare und den Rhein zur Nordsee.
Das Einzugsgebiet besteht zu 7,3 % aus bestockter Fläche, zu 2,4 % aus Landwirtschaftsfläche, zu 0,2 % aus Siedlungsfläche und zu 90,1 % aus unproduktiven Flächen.
Die Flächenverteilung
Die mittlere Höhe des Einzugsgebietes beträgt 2436,4 m ü. M., die minimale Höhe liegt bei 930 m ü. M. und die maximale Höhe bei 3473 m ü. M.

### Zuflüsse
Von der Quelle zur Mündung. Namen nach dem Geoportal Bern, Längenangaben in Kilometern (km) und die Grösse der Einzugsgebiete in Quadratkilometern (km²) nach dem Geoserver der Schweizer Bundesverwaltung
- Tierbergwasser[11] (Triftwasser[12]) (rechts), ca. 1,8 km
- Tällibach (links), 3,4 km, 4,24 km²
- Drosibach (rechts), 2,6 km, 3,52 km²
- Graaggi-Graben (rechts), 1,6 km, 1,54 km²
- Trosligwan-Graben (links), 0,6 km
- Radlefsgraben (rechts), 0,8 km
- Triftgräbli (rechts), 0,4 km
- Tobiger (links), 2,1 km, 1,26 km²
- Lenggraben (links), 1,2 km
- Tannelengraben (links), 1,1 km
- Bees Gräbli (links), 0,9 km
- Bees Graben (rechts), 0,9 km
- Horigraben (rechts), 0,8 km
- Horiwang (rechts), 0,4 km
- Indre Erggeligraben (links). 0,8 km, 0,86 km²
- Üssere Erggeligraben (links). 0,5 km
- Bidmibächli (links), 0,2 km
- Blattengraben (links), 1,9 km

### Triftgletscher

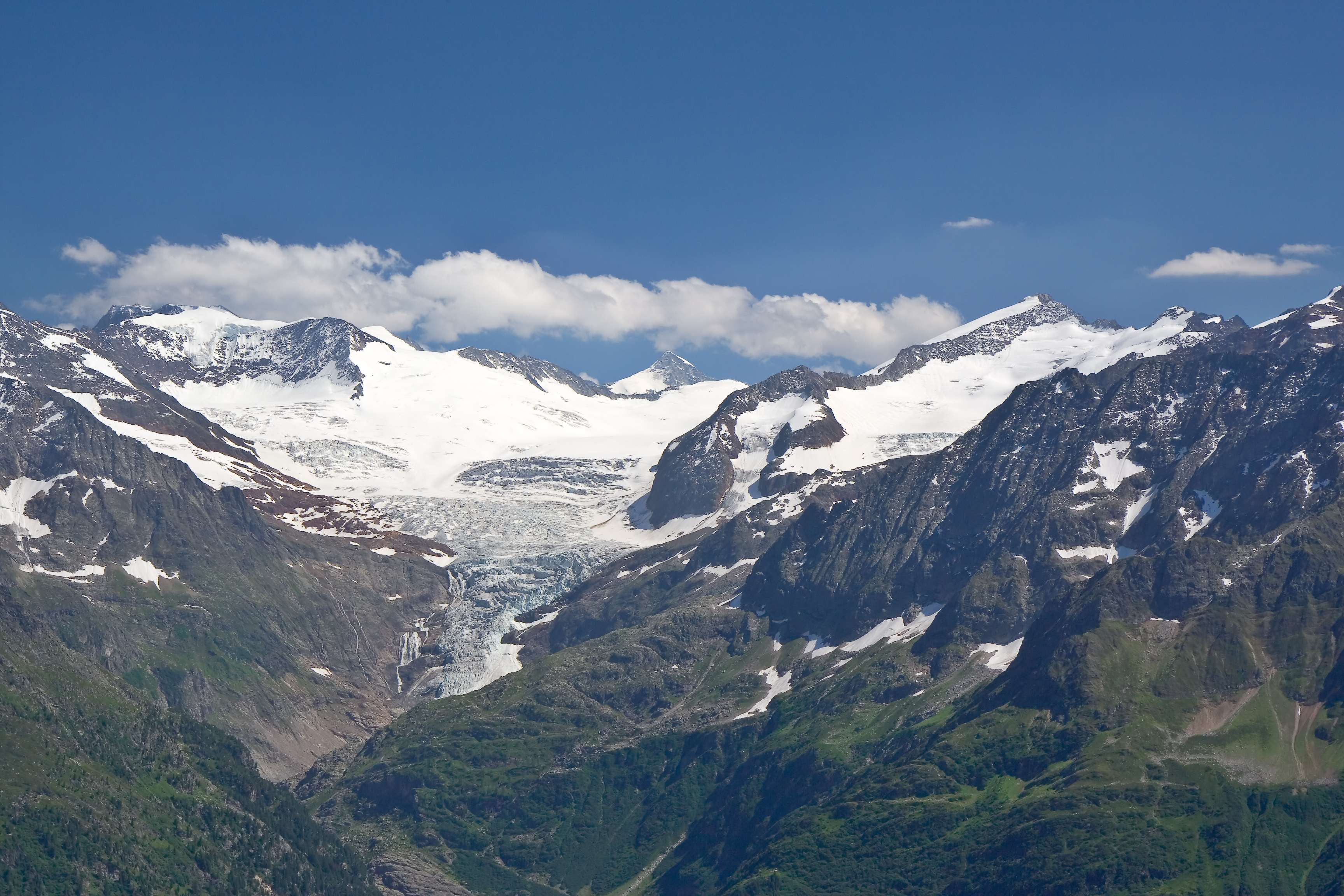
Der Triftgletscher (Sommer 2007)
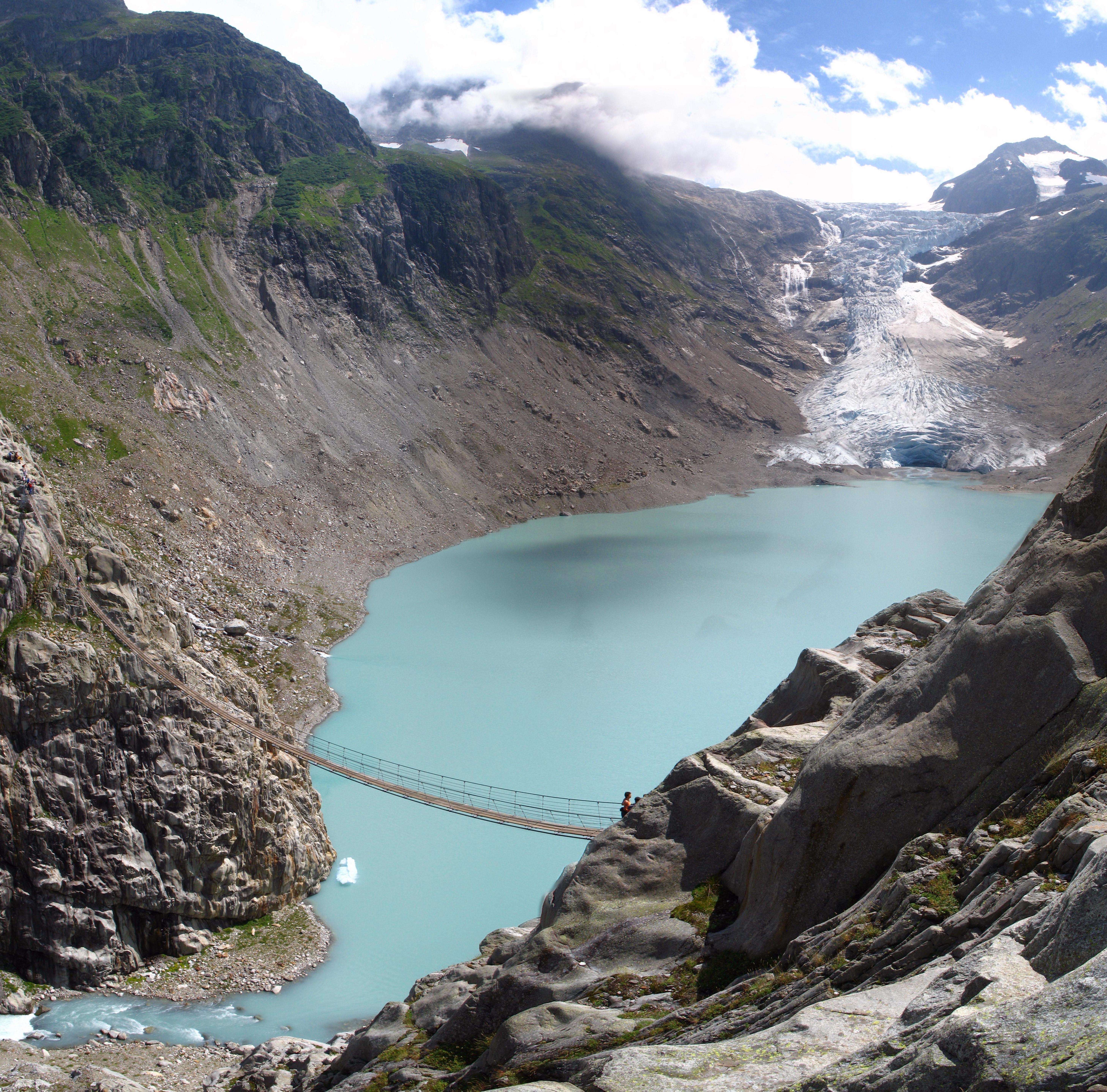
Der Triftsee

Der Triftgletscher ist ein Talgletscher. Er war um 1900 etwa 8 km und um 2013 noch etwa 5 km lang, im oberen Teil bis zu 3 km, im Zungenbereich aber kaum mehr als 500 m breit. Er bedeckte 2016 mit seinen Seitengletschern eine Fläche von ungefähr 14,5 km².

### Triftsee
Der Triftsee ist ein See auf 1652 m ü. M. Er entstand im Jahr 2002 durch das Abschmelzen des unteren Teils des Triftgletscher hinter einem Felsriegel und wuchs allmählich.

## Hydrologie
Bei der Mündung des Triftwassers in das Gadmerwasser beträgt seine modellierte mittlere Abflussmenge (MQ) 3,59 m³/s. Sein Abflussregimetyp ist a-glaciaire und seine Abflussvariabilität beträgt 13.
Der  modellierte monatliche mittlere Abfluss (MQ) des Triftwassers in m³/s

## Gewässermorphologie
Die Gewässermorphologie des Triftwassers ist auf der gut 4 km langen, natürlichen Gewässerstrecke vom Gletschertor bis zur Wasserfassung ausserordentlich vielfältig: es sind Wasserfälle, Kaskaden, Schluchten, Klamm, Schwemmebene, Delta und See vorhanden. Die Gerinnegrundrisse sind gestreckt oder verzweigt, stellenweise sind Ansätze zu ersten Mäandern vorhanden. In der Schluchtstrecke in der Graaggilamm wird der Wildbach durch eine treppige Abfolge von kurzen Abstürzen mit Stromschnellen und Hinterwasser-Becken geprägt. Stellenweise ist das Bachbett in der Schlucht auf einer längeren Strecke durch grosse Felssturzblöcke verschüttet, so dass auch Block-Gleitstrecken ausgebildet sind.

Das Triftwasser im Gletschervorfeld
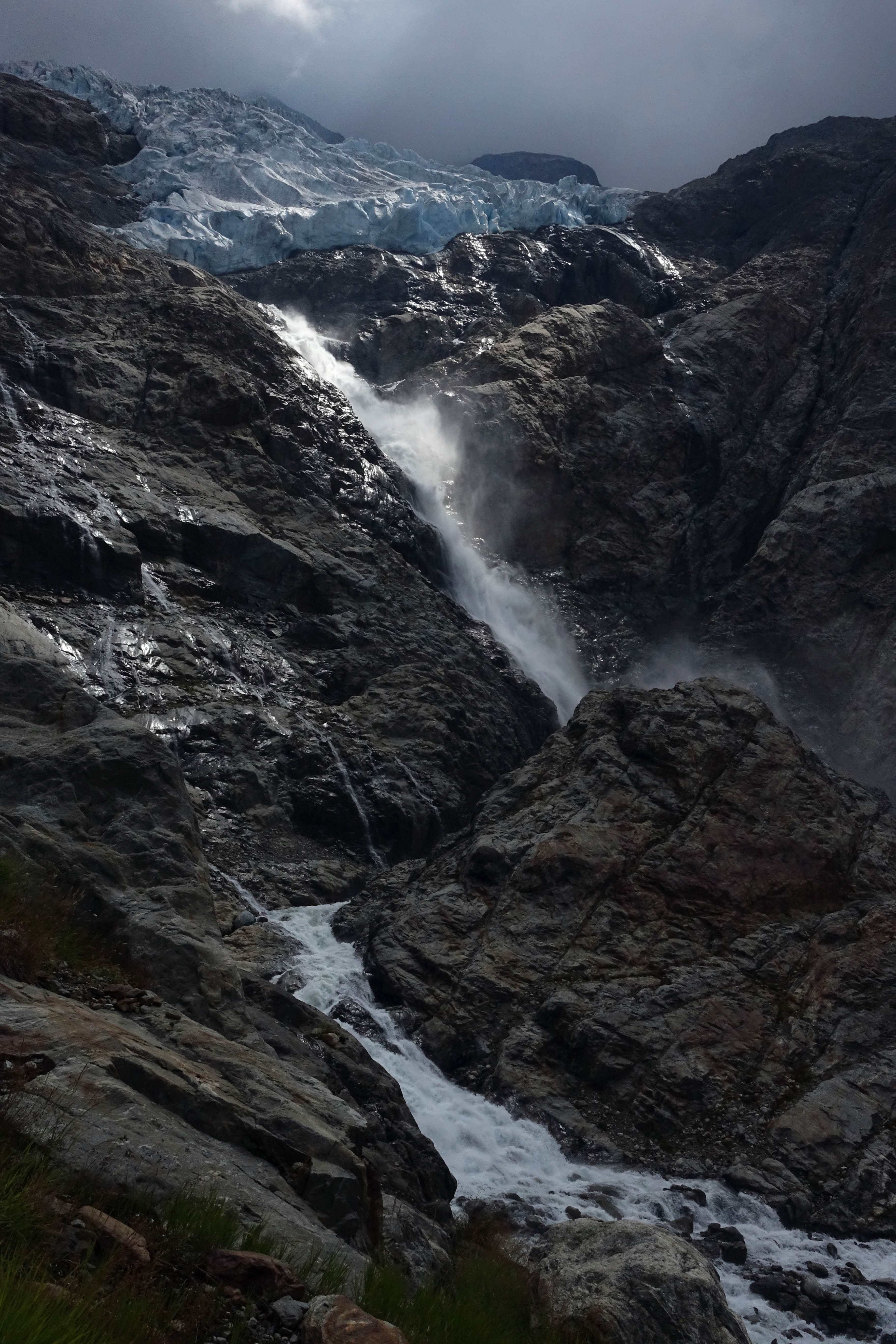
Das Triftwasser stürzt in Wasserfällen und vielen Kaskaden von der Gletscherzunge über die Felsstufe …
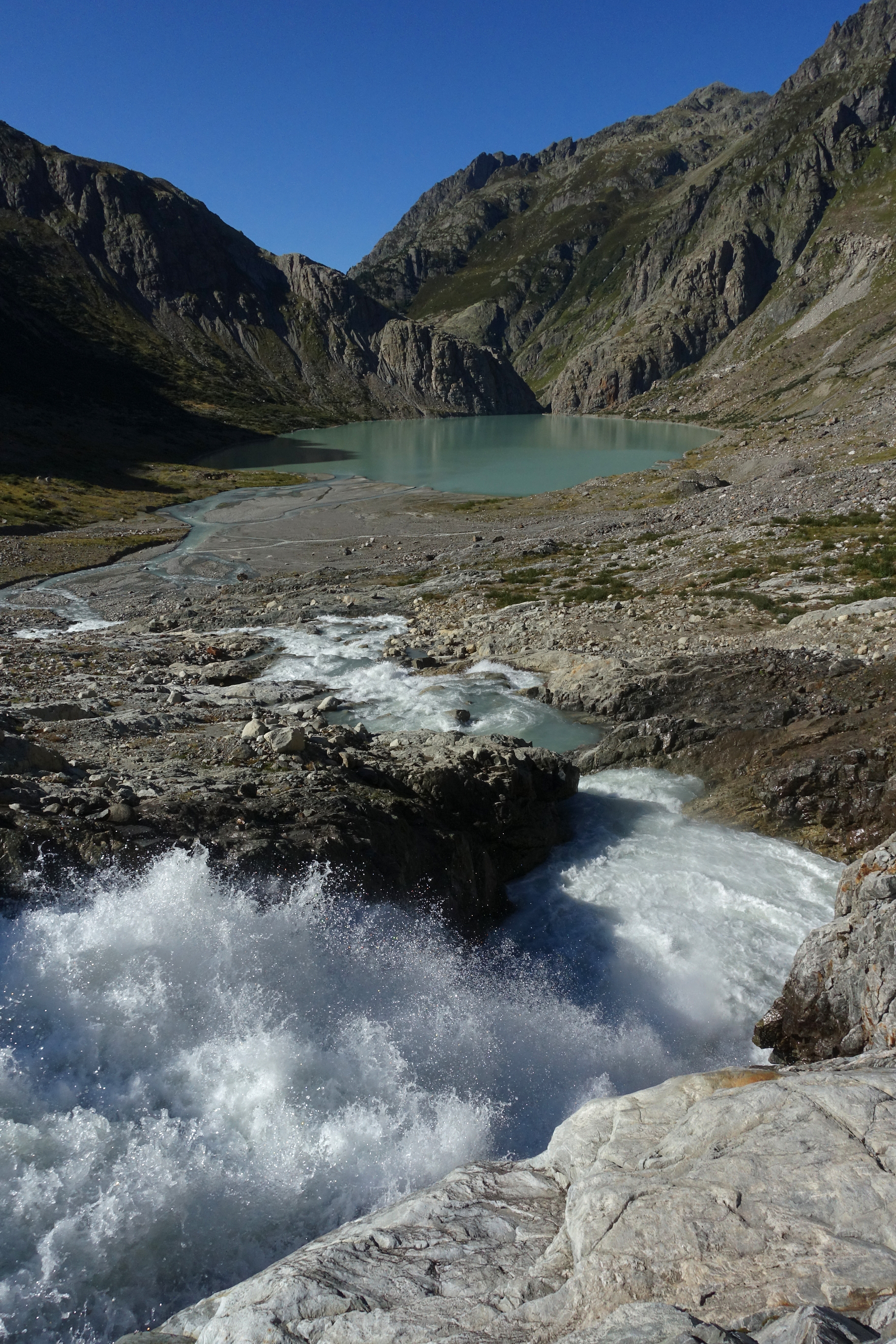
… zur Schwemmebene am Südufer des natürlichen Triftsees, wo sich das Wildwasser in viele Wasserarme verzweigt und …
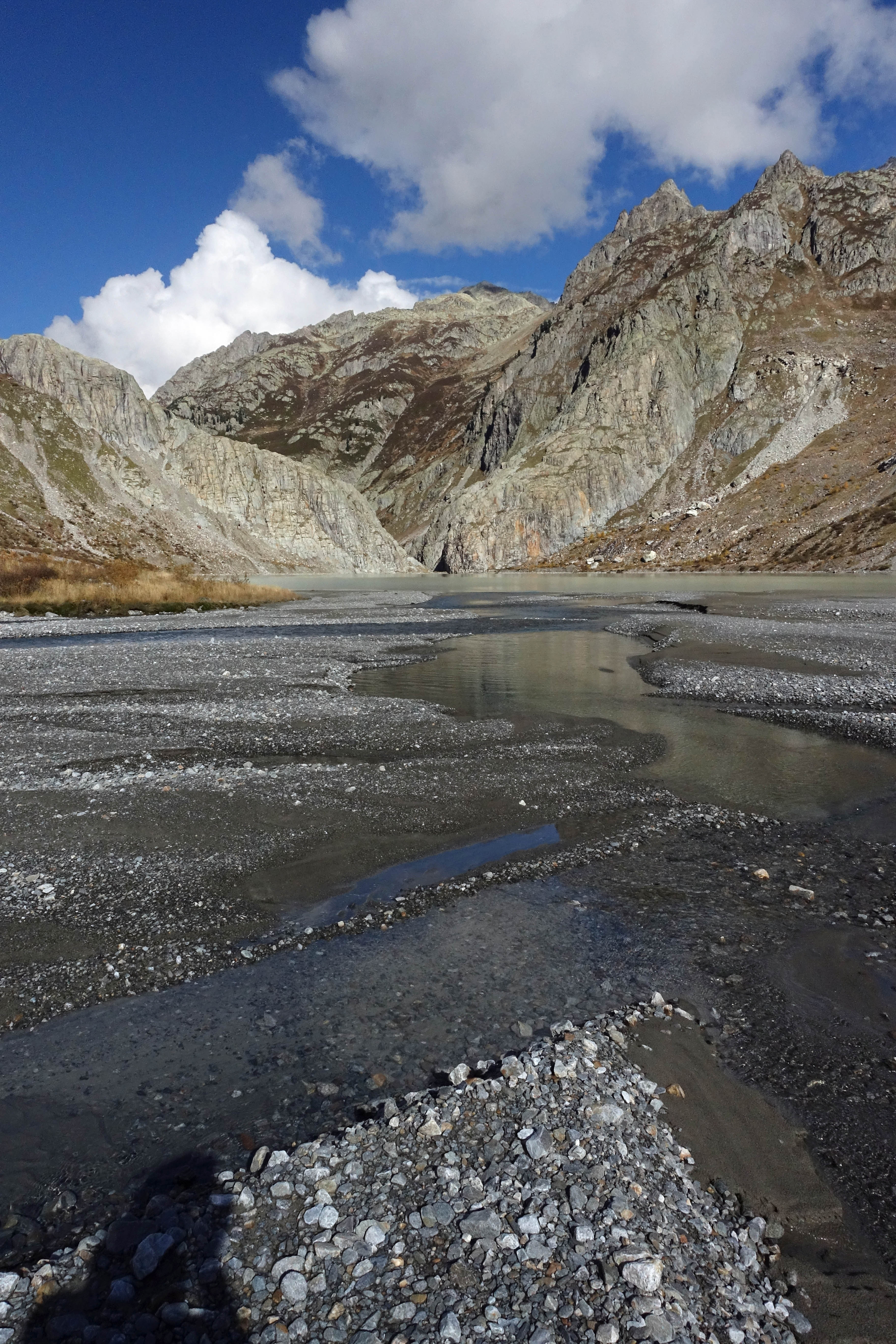
… eine grosse, wertvolle Schwemmebene entstand. Beim Felsriegel im Hintergrund ist eine Staumauer geplant.
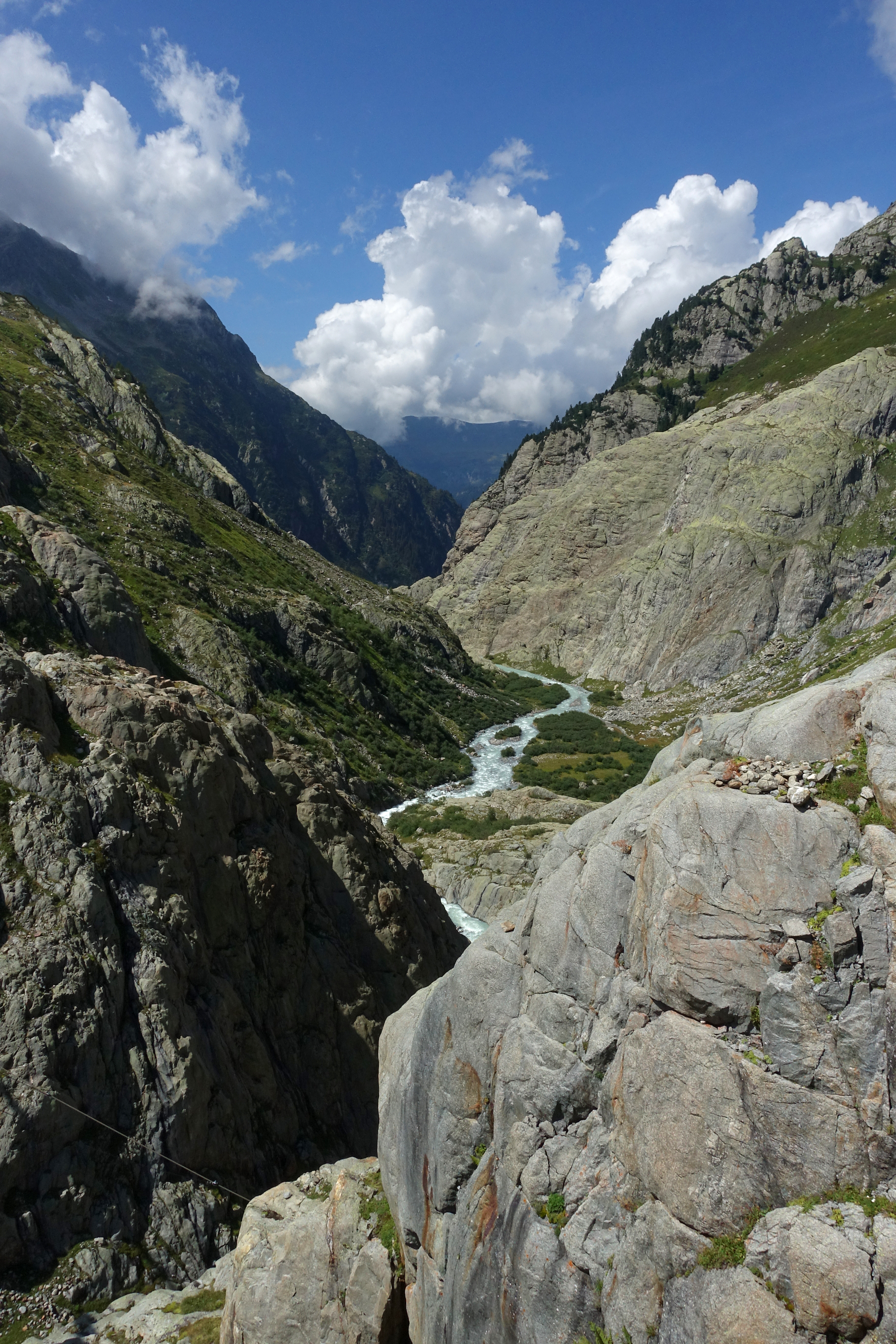
Im Graaggiboden verzweigt sich das Triftwasser in einer kleinen Schwemmebene, bevor es in der unzugänglichen Schlucht Graaggilamm verschwindet.
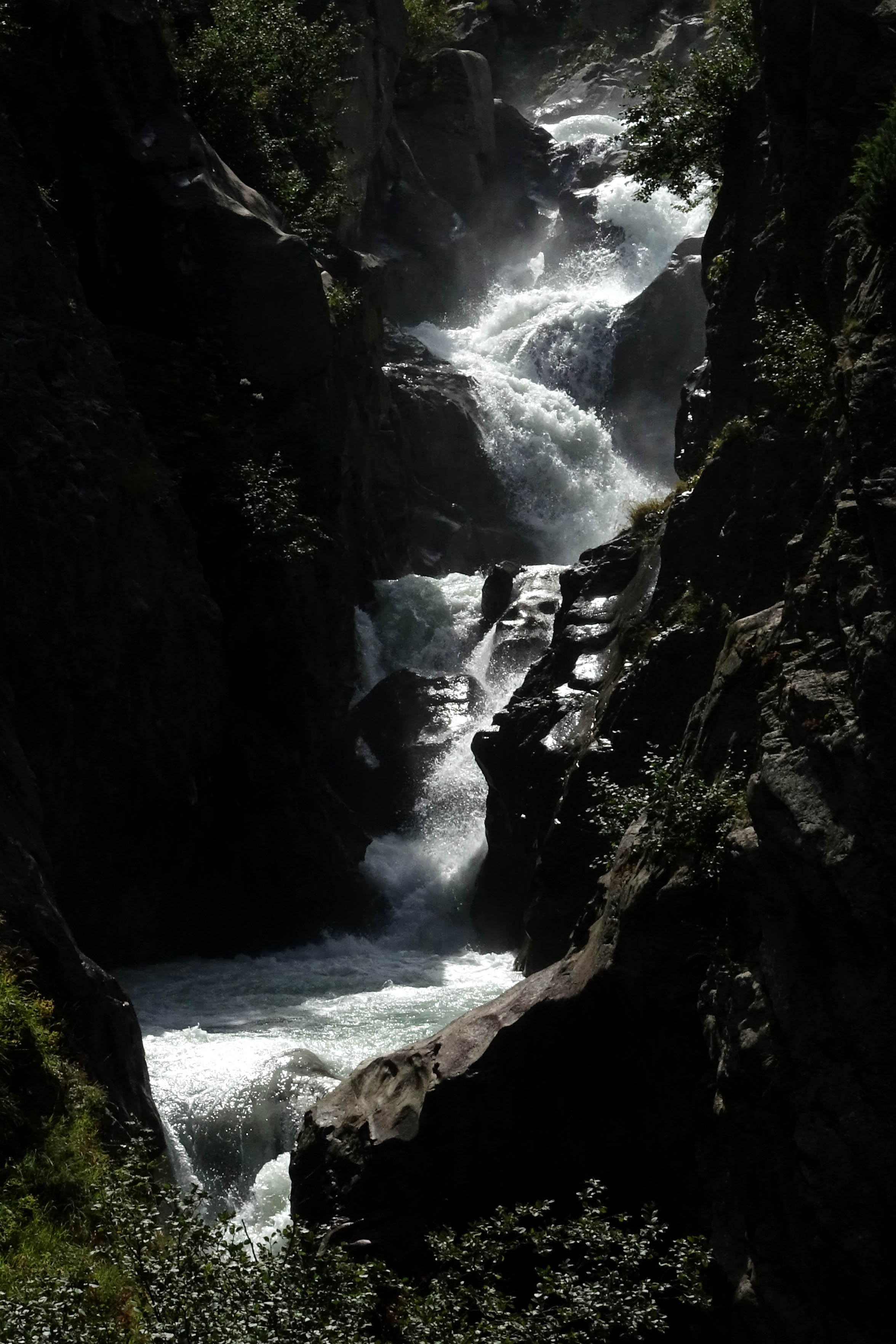
Triftgletscher und Triftwasser haben die über 100 m tiefe Graaggilamm-Schlucht aus dem Fels geschliffen. Das Triftwasser ist, …
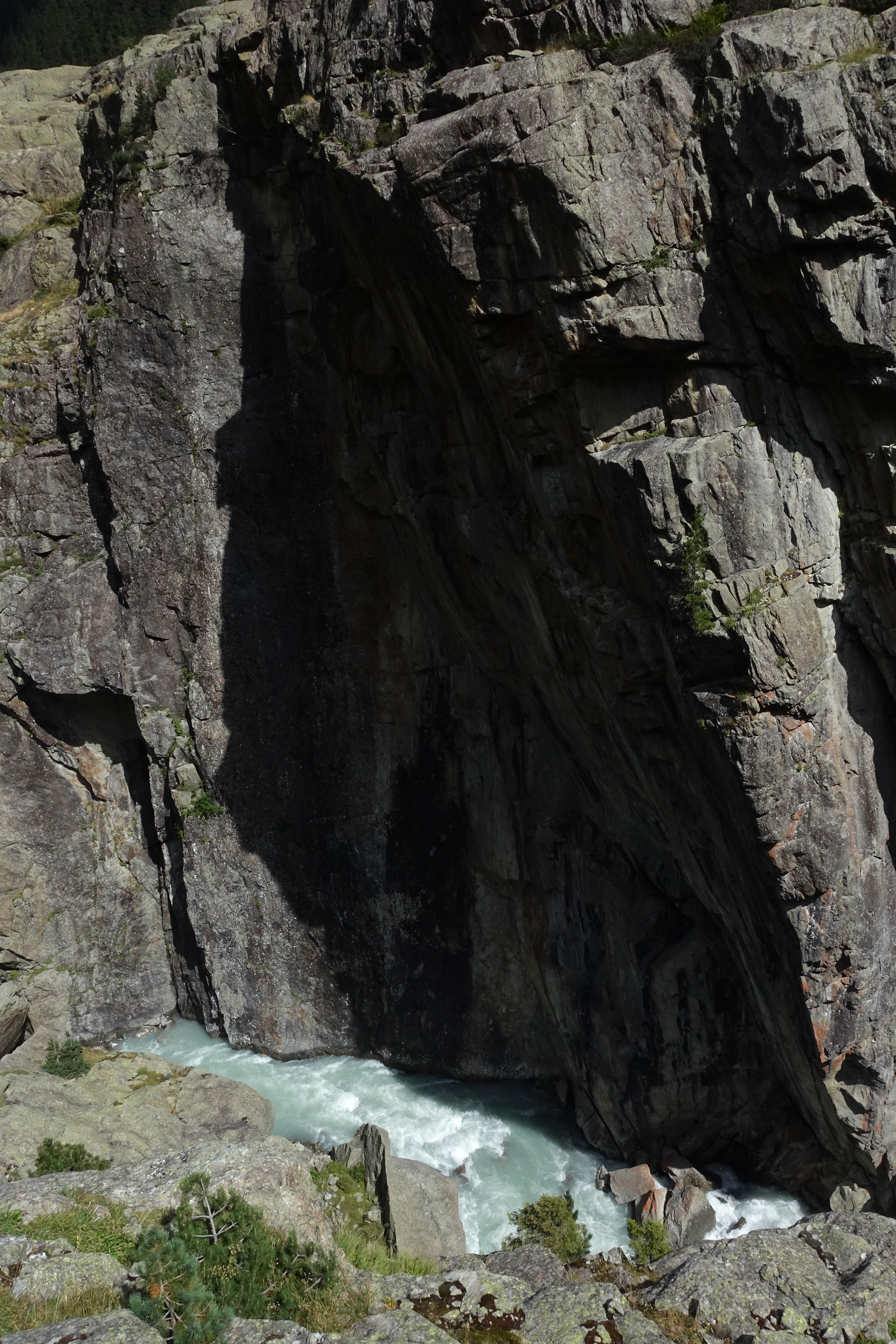
… solange es nicht gefasst ist, ein tosender Wildbach.

## Gewässerökologie
Im Sommer 2023 wurde ein Gewässergutachten für Trift- und Steiwasser erstellt. Insgesamt wurden im Stei- und Triftwasser 58 Wasserinsektenarten nachgewiesen. Es handelt sich dabei in erster Linie um Wasserinsekten der subalpinen Höhenstufe, die von Kaltwasserarten geprägt und an mässige bis hohe Fliessgeschwindigkeiten angepasst sind, wie sie für Gebirgsbäche mit «Weisswasser» charakteristisch sind. Im Vergleich zu anderen Alpenbächen ist dies eine recht hohe Artenvielfalt. Es wurden zwei Arten der Roten Liste, zehn potenziell gefährdete Arten, sieben National Prioritäre Arten, vier Alpen-Endemiten und fünf Arten nachgewiesen, die gegenüber dem Klimawandel als verletzlich gelten.
Die geplante Ausdehnung der Restwasserstrecken um 4,7 km und die Umwandlung des Triftsees in einen Stausee werden die dort lebenden Gewässerorganismen stark beeinträchtigen, im Falle der Schwemmebene des Triftgletschervorfelds auch zum Absterben bringen. Die aktuelle Zusammensetzung der Fauna in den bestehenden Restwasserstrecken ist nicht standorttypisch und zeigt Defizite.

Wasserinsekten im Gletschervorfeld Trift (Gadmertal)
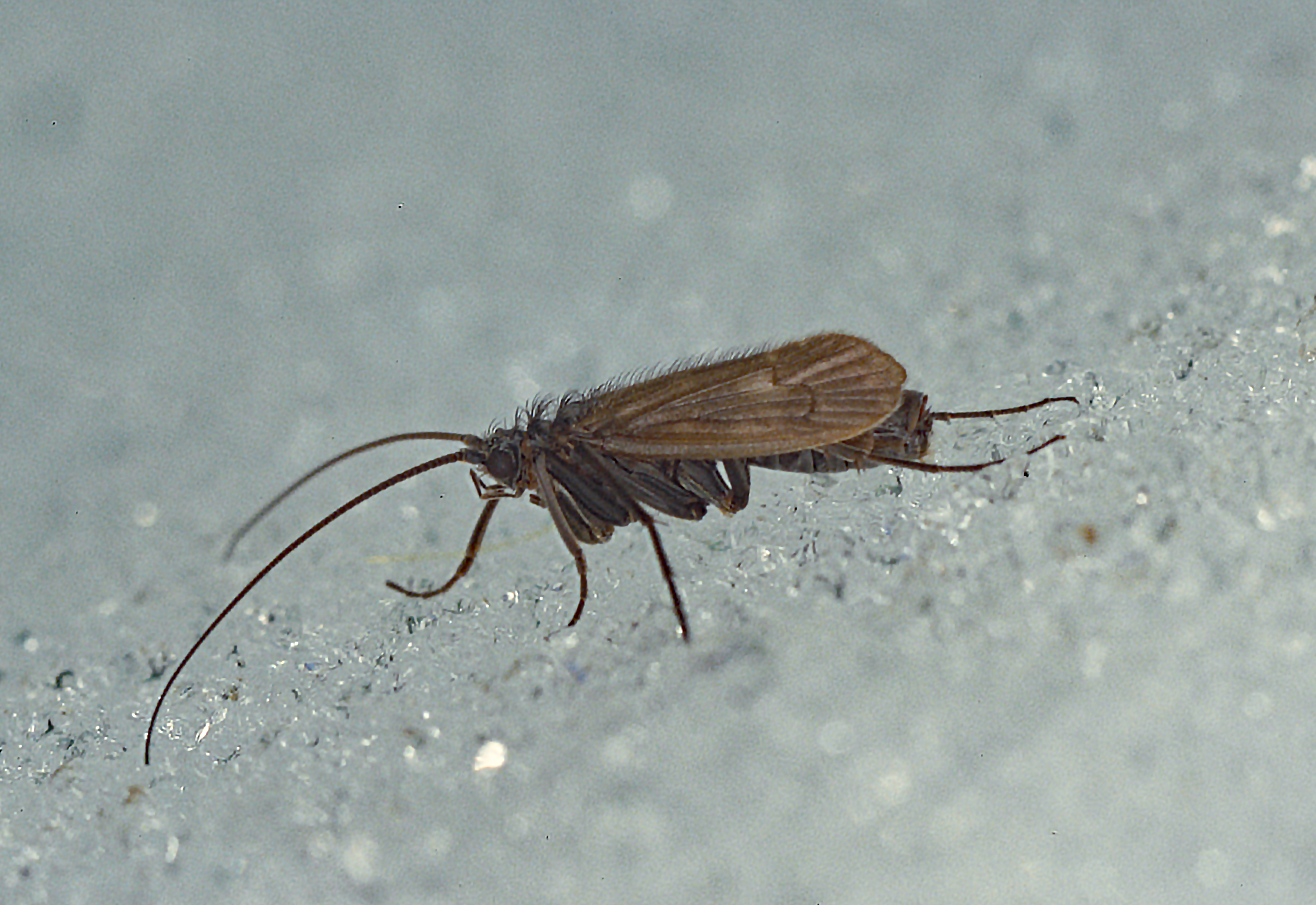
Adultes kurzflügeliges Männchen der Art Acrophylax zerberus (Köcherfliege). Die Art gilt gemäss Roter Liste in der Schweiz als verletzlich.
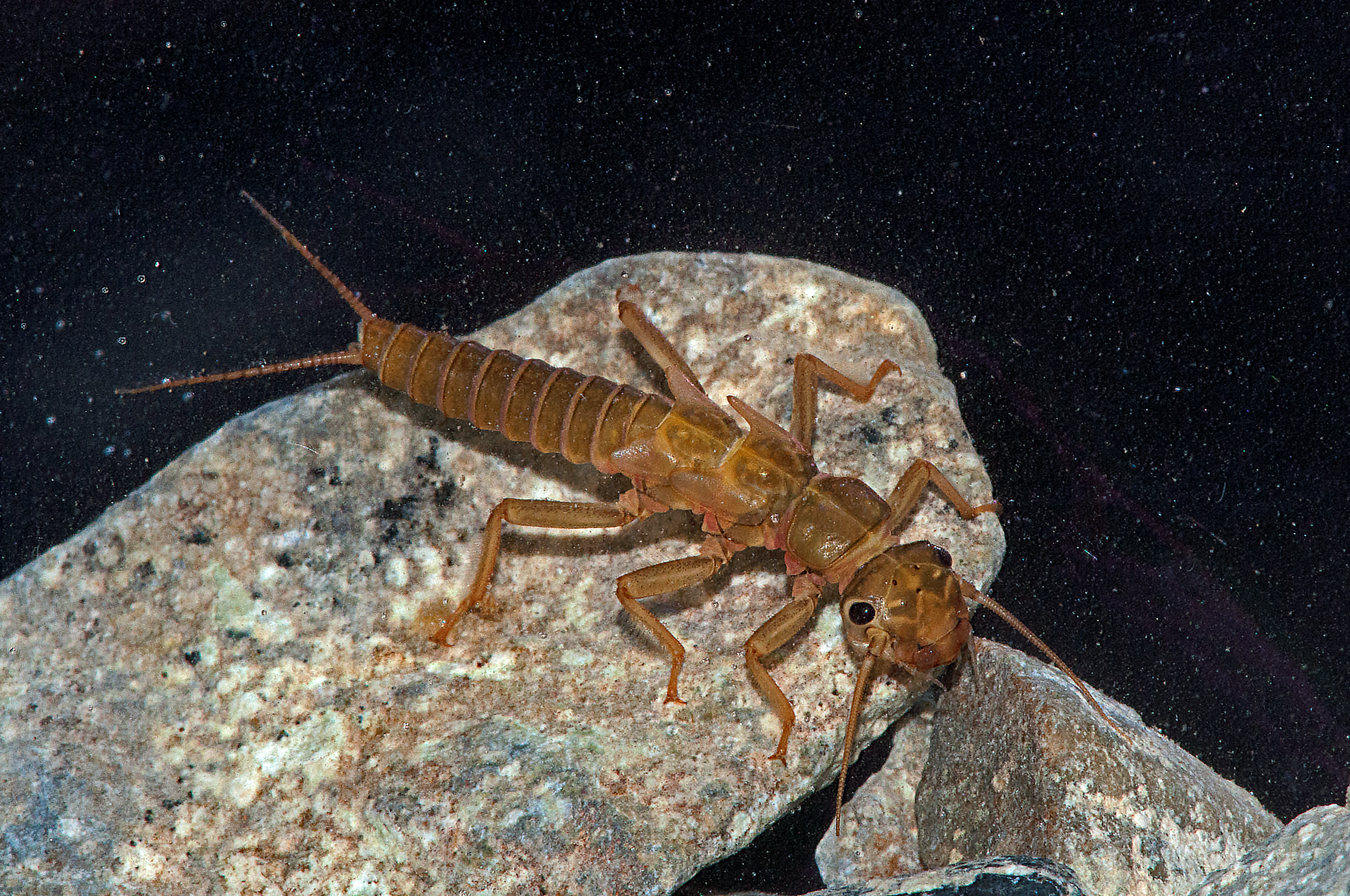
Steinfliegenlarve der Art Dictyogenus fontium. Laut Schweizer Roter Liste ist die Art potenziell gefährdet.
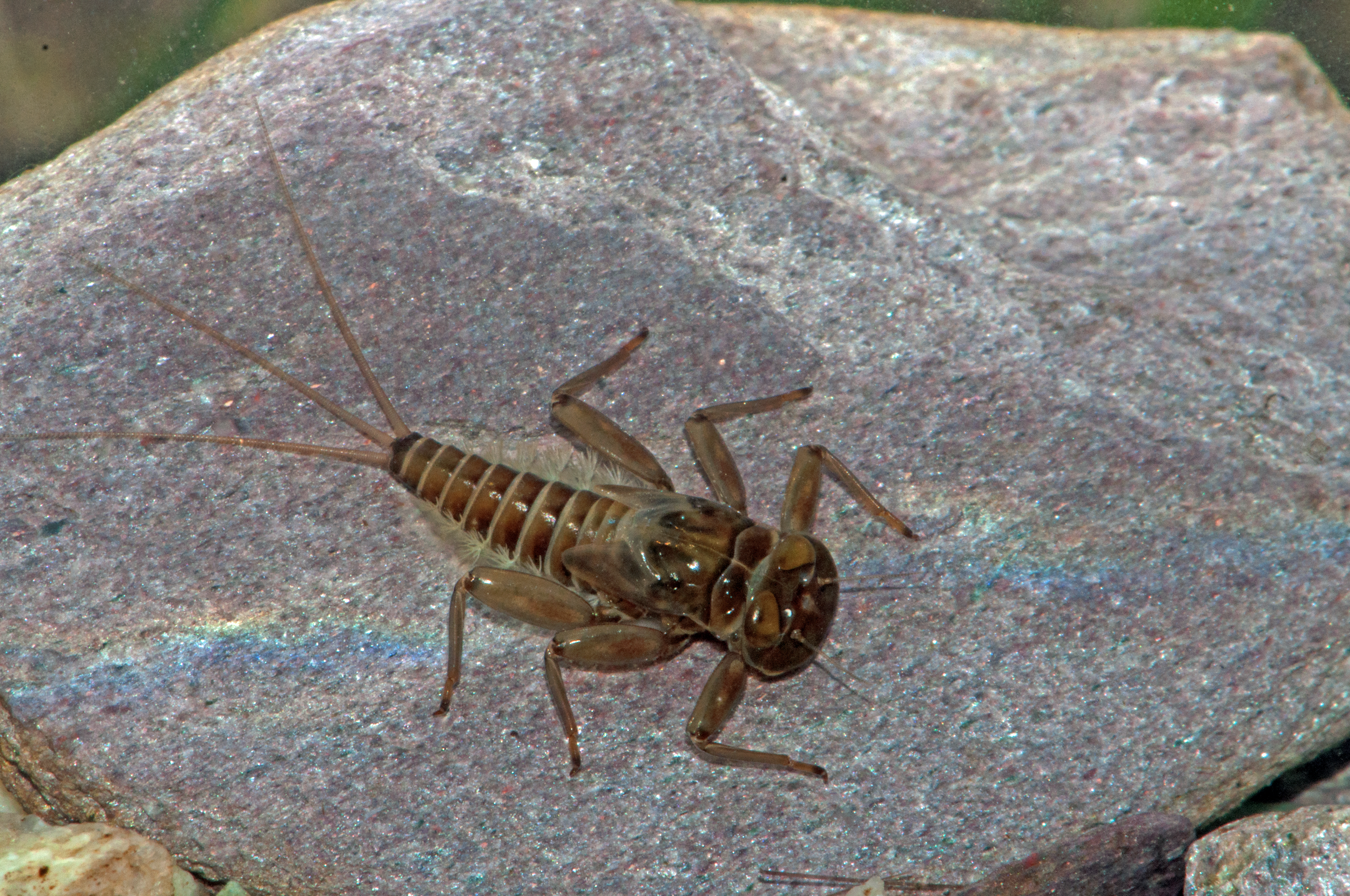
Eintagsfliegenlarve der Rhitrogena nivata. Sie kommt in den Alpen endemisch vor und zählt zu den National Prioritären Arten der Schweiz.
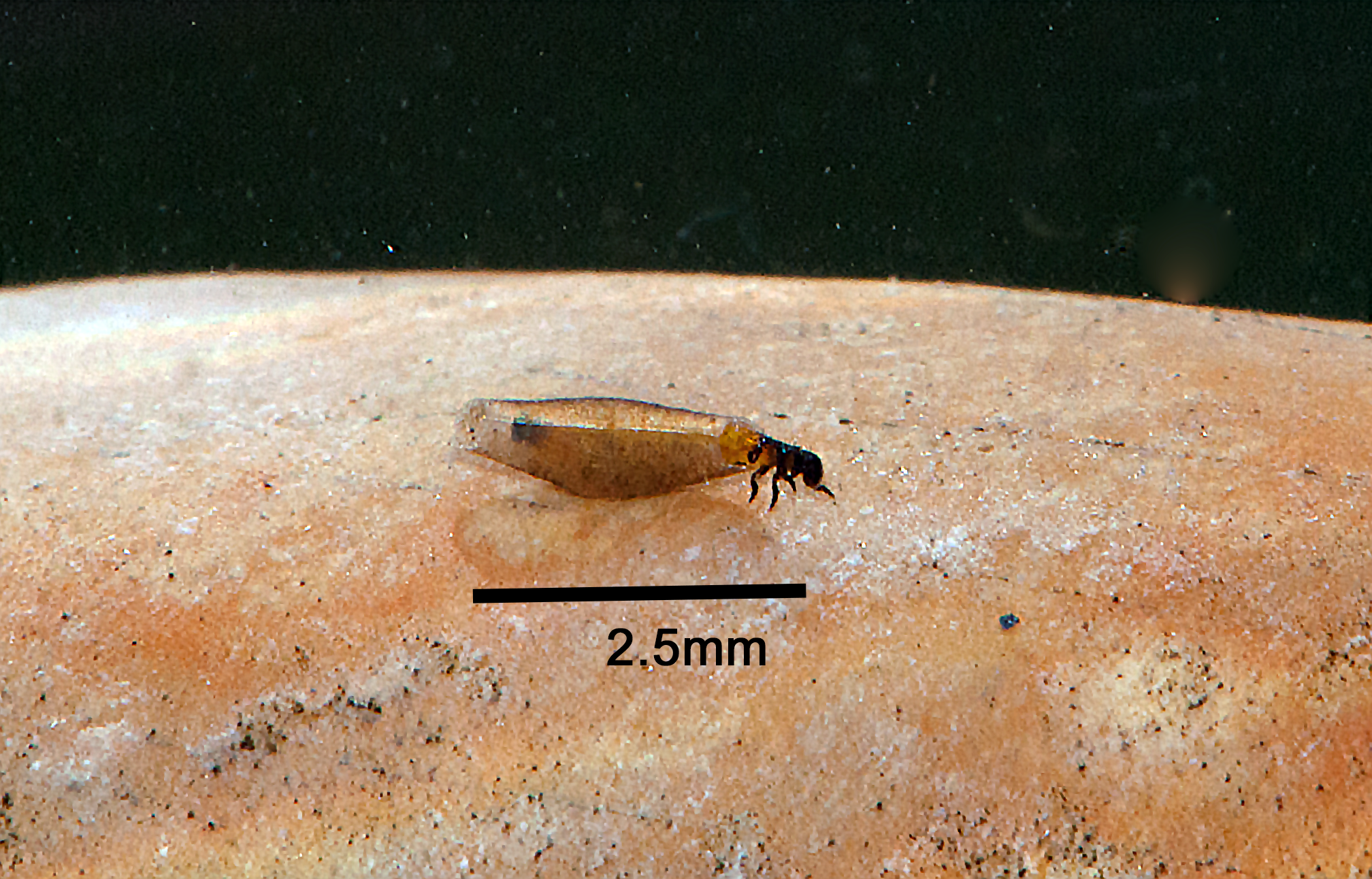
Die Köcherfliegenlarve Stactobia moselyi lebt auf Rieselfluren; die Art ist laut Roter Liste der Schweiz stark gefährdet.

## Wirtschaft und Verkehr

### Wasserkraftnutzung

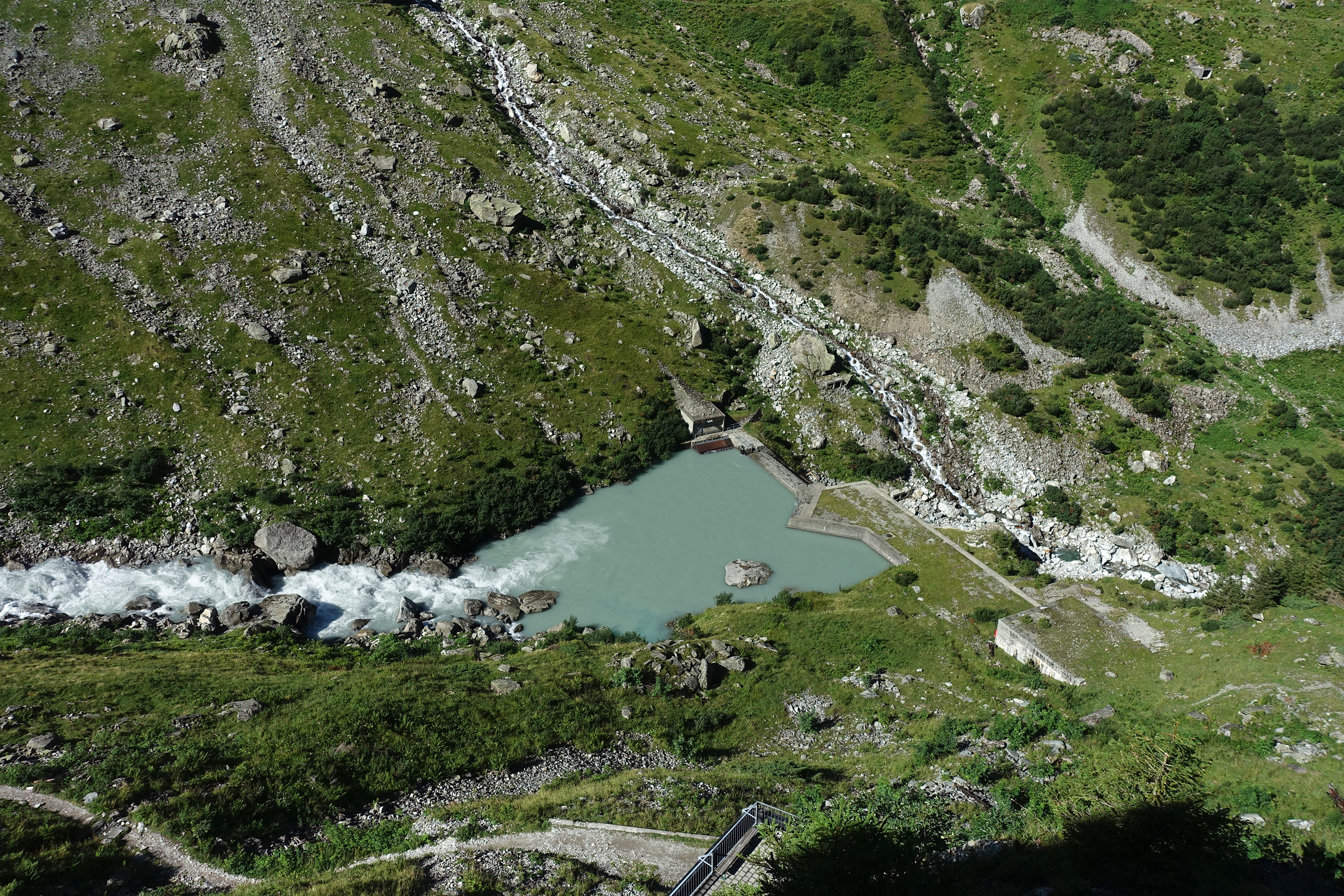
Wasserfassung auf der Triftalp

Die KWO, die das Triftwasser seit 1955 nutzt, plant bei der Triftbrücke zwischen Windegg und Drosiegg eine 177 m hohe Staumauer zu errichten. Die Mauerkrone würde 15 bis 40 Meter über der heutigen Hängebrücke liegen. Das Seebecken mit dem natürlichen Triftsee, die Schwemmebene und das neu entstehende Delta würden dadurch überflutet. Das Konzessionsgesuch für den Ausbau wurde 2017 von der KWO eingereicht. Mit dem Wasserkraftprojekt sollen 145 GWh pro Jahr produziert werden, mit einem Winterspeicher von 215 GWh. Die Baukosten betragen rund 400 Mio. Franken, es wird mit einer Bauzeit von 8 Jahren gerechnet. Der Grosse Rat des Kantons Bern hat im Juni 2023 dem Konzessionsgesuch Kraftwerk Trift zugestimmt. Umweltverbände wie WWF, Pro Natura und Stiftung Landschaftsschutz Schweiz (SL-FP) haben nach einem Dialog mit der KWO dem Projekt zugestimmt. Der Gewässerschutzverein Aquaviva und der lokal ansässige Grimselverein haben im Dezember 2023 gegen die Konzessionserteilung Beschwerde beim Verwaltungsgericht des Kantons Bern eingereicht.

### Verkehr

#### Bergwege und Berghütten

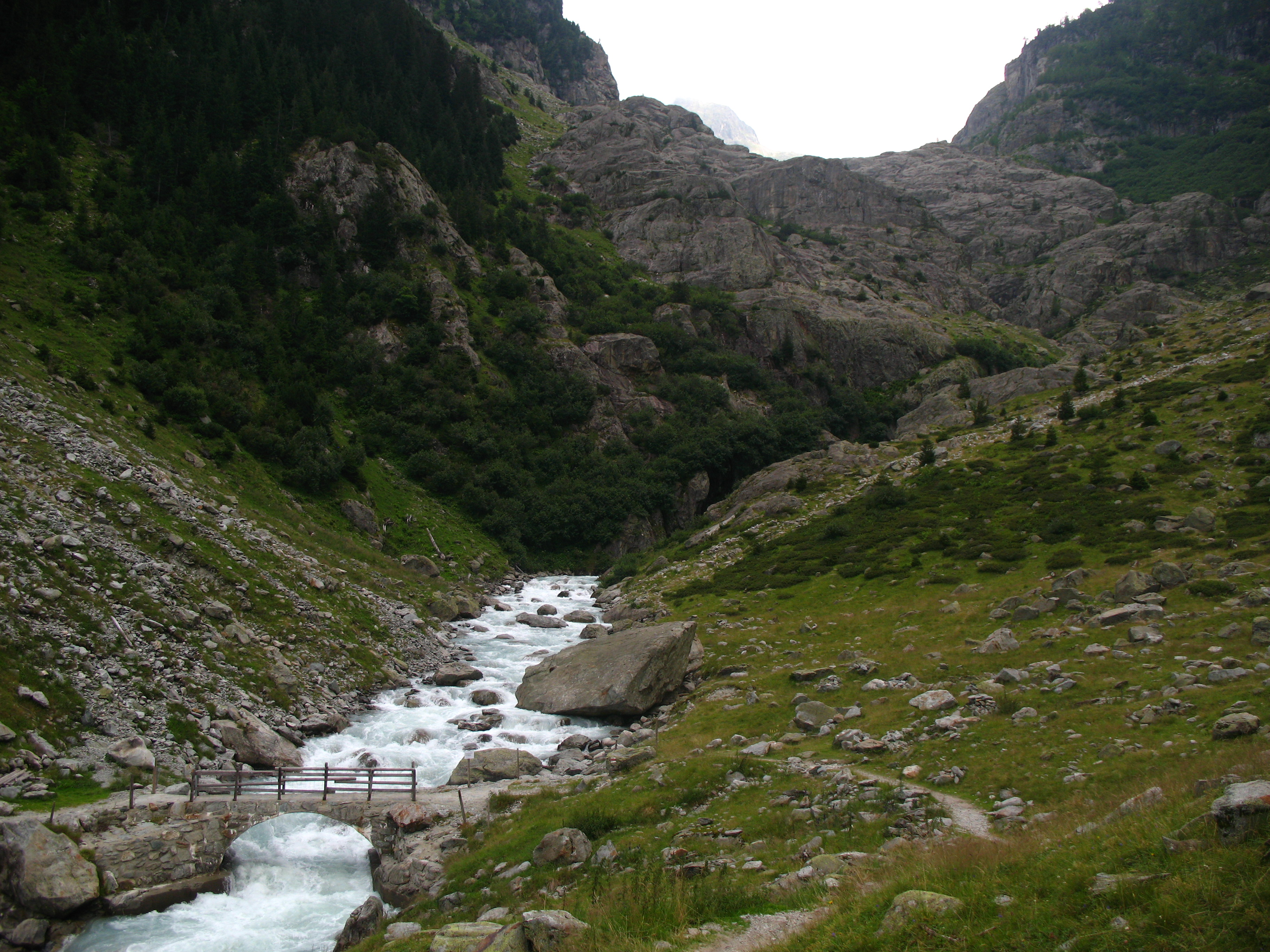
Brücke auf der Triftalp
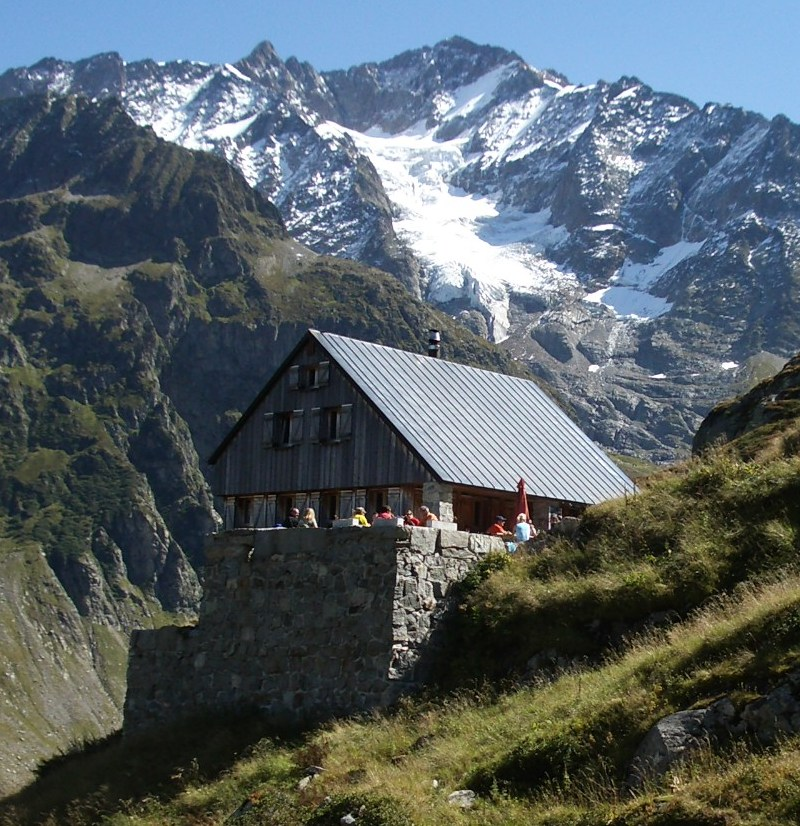
Die Windegghütte
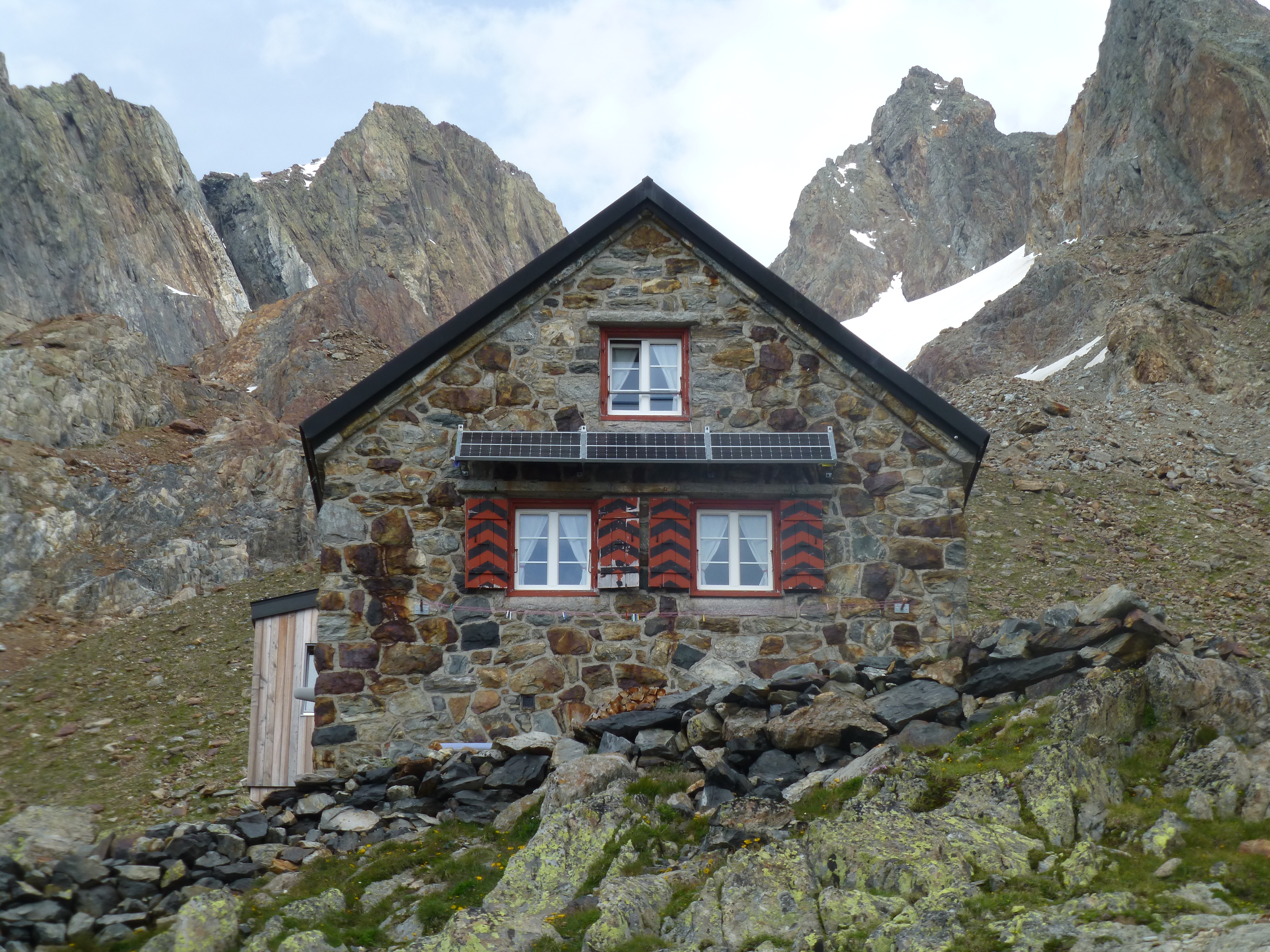
Die Trifthütte

Nur das Gebiet am Unterlauf des Triftwassers ist von Fahrstrassen erschlossen. Vier Brücken überspannen dort den Bachgraben. Die Sustenstrasse verläuft bei Zwischenstägen nahe am Wildbach, überquert ihn jedoch nicht. Vom Gadmertal aus führen zwei Bergwege zur Triftalp; der Wanderweg von Schwendeli links vom Fluss erschliesst die Weiden in den Rodungslichtungen Vorderes Erggeli und Hinderes Erggeli und führt entlang der steilen Felswand westlich der Triftschlucht; der Alpweg von Schaftelen und Fuhren rechts des Triftwassers geht durch den Schaftellouwiwald, das Üssere Hori und das Innere Hori (früher Ahorni genannt) zur Sunnigen Trift. Auf der Alp überquert ein Steg den Fluss.
Von der Triftalp aus führt ein Bergweg zur Windegghütte über der Graaggilamm und von dort zur Trifthütte.

#### Triftbrücke

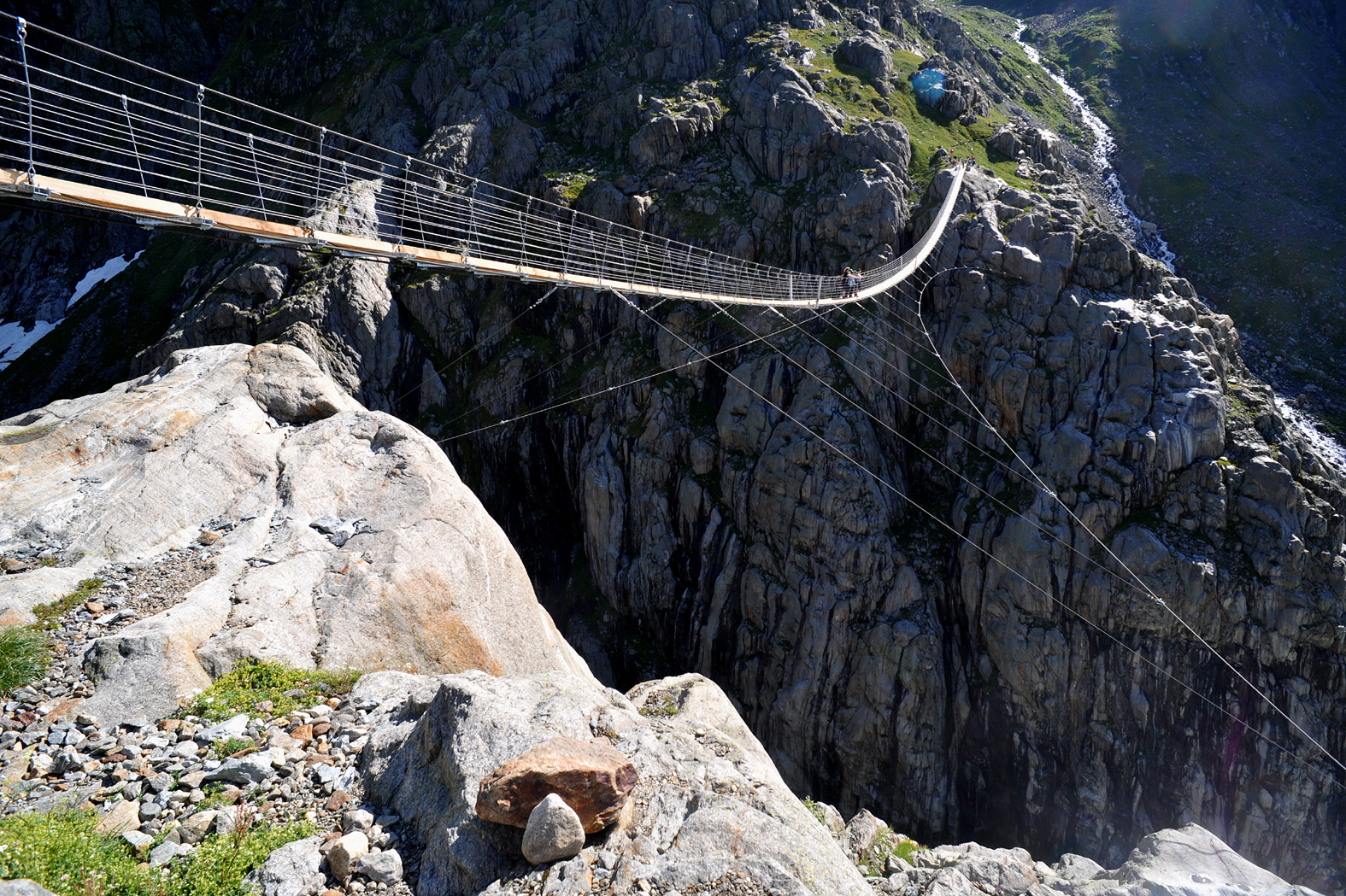
Die Triftbrücke
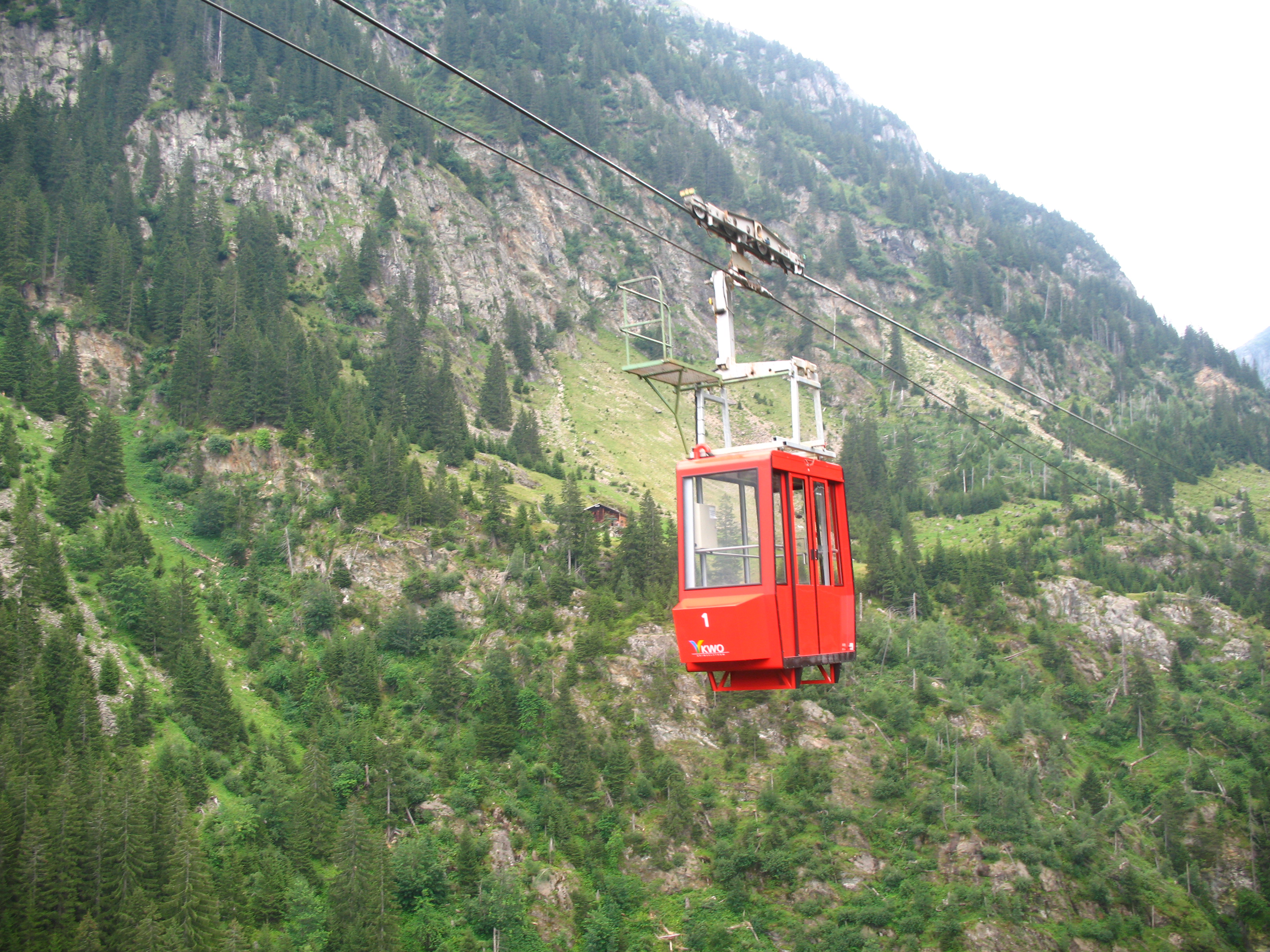
Die Triftbahn

Die oberste Brücke über den Wildbach ist die Triftbrücke, die nördlich des Triftsees die Schlucht überspannt. Früher lag in diesem Bereich die Gletscherzunge, über die der Weg zur Trifthütte führte. Nach dem Abschmelzen des Gletschers lag die tiefe Schlucht frei, und für den Hüttenweg musste die neue Brücke gebaut werden. Sie ist eine Fussgänger-Seilbrücke nach dem Vorbild der nepalesischen Dreiseilbrücken. Die Triftbrücke ist eine der längsten und höchsten Hängeseilbrücken für Fussgänger der Alpen.

#### Triftbahn
Die Triftbahn ist eine der vier Seilbahnen der Kraftwerke Oberhasli, welche fahrplanmässig für die Öffentlichkeit verkehren. 